# Vùng của Ethiopia
Ethiopia là một nhà nước liên bang, được phân chia thành các bang cấp vùng (số nhiều: kililoch; số ít: kilil) dựa trên cơ sở dân tộc-ngôn ngữ  và các thành phố đặc biệt (số nhiều: astedader akababiwach; số ít: astedader akabibi). Hệ thống vùng hành chính này thay thế cho các tỉnh từ năm 1992 trong thời Chính phủ chuyển tiếp Ethiopia, và được chính thức hoá vào năm 1995 khi hiến pháp hiện hành có hiệu lực.
Mỗi vùng có một hội đồng vùng để cai quản, thành viên của cơ cấu này được bầu cử trực tiếp để đại diện cho các huyện(woreda). Mỗi hội đồng lại có một chủ tịch, do hội đồng bầu ra. Các vùng còn có các uỷ ban hành chính, thành viên của uỷ ban cho chủ tịch lựa chọn trong số các uỷ viên và được hội đồng phê chuẩn. Mỗi vùng có một văn phòng khu vực, thi hành nhiệm vụ của hội đồng giao phó và báo cáo với uỷ ban hành chính.
Ethiopia hiện có chín bang và hai thành phố đặc biệt là thủ đô Addis Ababa và thành phố Dire Dawa (từ 2004). Các bang được phân theo dân tộc và ngôn ngữ thay vì địa lý hoặc lịch sử, do đó chúng khác biệt lớn về diện tích và dân số, như Harari có diện tích nhỏ hơn và dân số ít hơn cả hai thành phố đặc biệt. Khi được thành lập vào năm 1992, Ethiopia có nhiều vùng hơn, song sau đó 5 vùng được hợp nhất để tạo ra Vùng Các dân tộc Phương Nam ngay trong năm 1992, sau cuộc bầu cử đầu tiên về các hội đồng khu vực.
Từ "kilil" chính xác hơn có nghĩa là "khu dành riêng" hoặc "khu bảo vệ". Cơ sở dân tộc của các khu vực và lựa chọn từ "kilil" hứng chịu các chỉ trích gay gắt từ những người đối lập và họ so sánh chúng với các bantustan của Nam Phi thời apartheid.
| STT | Hiệu kỳ | Tên gọi                           | Dân số     | Diện tích (km²)   | Mật độ dân số trên km² | Thủ phủ     |
| --- | ------- | --------------------------------- | ---------- | ----------------- | ---------------------- | ----------- |
| 1   |         | Addis Ababa (thành phố)           | 3.273.000  | 526,99            | 5.198,49               | –           |
| 2   |         | Afar                              | 3.787.908  | 72.052,78         | 19,58                  | Semera      |
| 3   |         | Amhara                            | 20.401.000 | 154.708,96        | 111,28                 | Bahir Dar   |
| 4   |         | Benishangul-Gumuz                 | 1.005.000  | 50.698,68         | 13,23                  | Asosa       |
| 5   |         | Dire Dawa (thành phố)             | 440.000    | 1.558,61          | 219,32                 | –           |
| 6   |         | Gambela                           | 409.000    | 29.782,82         | 10,31                  | Gambela     |
| 7   |         | Harari                            | 232.000    | 333,94            | 549,03                 | Harar       |
| 8   |         | Oromia                            | 33.692.000 | 284.537,84        | 95,45                  | Addis Ababa |
| 9   |         | Sidama                            | 4,200,200  | 12,000 (ước tính) | 700                    | Hawassa     |
| 10  |         | Somali                            | 8.518.000  | 279.252           | 15,90                  | Jijiga      |
| 11  |         | Vùng các dân tộc Tây Nam Ethiopia | 2.300.000  | 39.400            | 58                     | Bonga       |
| 12  |         | Vùng Các dân tộc Phương Nam       | 18.276.000 | 105.476           | 142,06                 | Hawassa     |
| 13  |         | Tigray                            | 5.056.000  | 84.722            | 104,19                 | Mek'ele     |